# Pro50 Championship 2014/15
Der Pro50 Championship 2014/15 war die 13. Austragung der nationalen List A Cricket-Meisterschaft in Simbabwe. Der Wettbewerb wurde zwischen dem 9. November 2014 und 17. Februar 2015 zwischen den vier simbabwischen First-Class-Franchises. Die Meisterschaft wurde von Mashonaland Eagles gewonnen.

## Format
Die vier Mannschaften spielten in einer Gruppe gegen jede andere Mannschaft jeweils drei Spiele. Für einen Sieg gab es vier Punkte, für ein Unentschieden, Absage oder No Result 2 Punkte. Des Weiteren wurden Bonuspunkte vergeben.

## Resultate

### Gruppenphase
Tabelle
| Teams                | Sp. | S | N | U | R | NR | BP | Ded | Punkte | NRR    |
| -------------------- | --- | - | - | - | - | -- | -- | --- | ------ | ------ |
| Matabeleland Tuskers | 9   | 7 | 2 | 0 | 0 | 0  | 3  | 0   | 31     | +0.418 |
| Mashonaland Eagles   | 9   | 5 | 4 | 0 | 0 | 0  | 1  | 0   | 21     | −0.105 |
| Mountaineers         | 9   | 4 | 5 | 0 | 0 | 0  | 3  | 0   | 19     | +0.278 |
| Mid West Rhinos      | 9   | 2 | 7 | 0 | 0 | 0  | 1  | 0   | 9      | −0.581 |

### Finale
| 21. März Scorecard | Bulawayo | Matabeleland Tuskers 266-7 (50)          | – | Mashonaland Eagles 268-6 (49.3) |
|                    |          | Mashonaland Eagles gewinnt mit 4 Wickets |   |                                 |